# Dieter Wisliceny
Dietrich Wisliceny (Regulowken, Kreis Angerburg, Prusia Oriental; 13 de enero de 1911 – Bratislava, Checoslovaquia; 27 de febrero de 1948), conocido como "Dieter", fue un oficial alemán perteneciente a las SS nazis, quien participó de manera activa en el Holocausto judío de la Segunda Guerra Mundial.

## Biografía
Wisliceny estudió Teología sin terminar los estudios. Luego trabajó como oficinista en una empresa de construcción y finalmente se postuló para ingresar al Partido Nazi el año 1931, siendo rechazado. Sin embargo, fue aceptado en 1933, con el número 672.774. Se alistó en las SS el año 1934 con el número 107.216. Ese mismo año se incorporó a la SD y a la Gestapo, quedando bajo las órdenes del SS Obersturmbannführer Adolf Eichmann con quien colaboró hasta 1937 teniendo un alto grado de confianza. Entre 1937 y 1940 fue asignado a la oficina del SD en Danzig.
Ascendió a SS Hauptsturmführer en 1940 e ingresó nuevamente a la Sección IVB4 bajo las órdenes de Eichmann. En 1943 fue como asesor a Bratislava para el gobierno eslovaco. Posteriormente estuvo casi un año en Grecia, y entre marzo y noviembre de 1944 fue trasladado a Hungría junto a Eichmann. En enero de 1945, dejó la Sección IVB4. 
Fue capturado por los aliados, prestó testimonio en Núremberg y fue deportado a Checoslovaquia, siendo juzgado por sus crímenes contra la humanidad y ejecutado en la horca en Bratislava, en febrero de 1948.

## Ascensos
- SS-Hauptsturmführer - Capitán 1940
- SS-Obersturmführer - Teniente
- SS-Untersturmführer - Subteniente 20 de abril de 1937

## Nota final
Wisliceny fue quien realizó los diagramas de la estructura de la Oficina Central de Seguridad del Reich para los juicios de Núremberg en 1945. Fue también el principal testigo de los juicios donde se conoció el Holocausto y la participación de Adolf Eichmann y la Sección IVB4. 
Según Adolf Eichmann en sus declaraciones ante el Tribunal de Tel Aviv, Wisliceny no ascendió de Hauptsturmführer porque no estaba casado, lo cual lo había llenado de resentimiento hacia el servicio. Eso, aunado al comentario en burla de sus compañeros, dudando sobre su sexualidad, conllevó a que luego de la guerra, Wisliceny diera tan detalladas biografías y datos de todos los participantes del Holocausto de la Oficina de Eichmann, sobre la Sección IVB4 y sobre la Oficina Central de Seguridad del Reich.